# Лук недостаточный
Лук недоста́точный (лат. Allium insufficiens) — многолетнее травянистое растение, вид рода Лук (Allium) семейства Луковые (Alliaceae).

## Распространение и экология
В природе ареал вида охватывает Памиро-Алай. Эндемик.
Произрастает на глинистых, слегка засоленных почвах.

## Ботаническое описание
Луковица почти шаровидная, диаметром 0.75—1,25 см; оболочки черноватые, бумагообразные. Стебель высотой 20—30 см, тонкий, гладкий.
Листья в числе трёх—шести, шириной 1—2 мм, узколинейные, по краю ресничато-шероховатые, значительно короче стебля.
Чехол немного короче зонтика, коротко заострённый. Зонтик пучковато-шаровидный или полушаровидный, довольно многоцветковый, густой. Цветоножки в два—три раза длиннее околоцветника, равные, при основании без прицветников. Листочки звёздчатого околоцветника розово-фиолетовые, с более тёмной жилкой, линейные, тупые, позднее вниз отогнутые, скрученные, длиной 4—5 мм. Нити тычинок приблизительно равны листочкам околоцветника, при самом основании с околоцветником сросшиеся, выше между собой свободные, шиловидные. Завязь сидячая, гладкая.
Коробочка почти шаровидная, диаметром около 3,5 мм.

## Таксономия
Вид Лук недостаточный входит в род Лук (Allium) семейства Луковые (Alliaceae) порядка Спаржецветные (Asparagales).
|  |                                      |  |                                                             |                                                             |                   |  | ещё 24 семейства (согласно Системе APG II) | ещё 24 семейства (согласно Системе APG II) |                       |  |  |  | ещё более 870 видов |
|  |                                      |  |                                                             |                                                             |                   |  | ещё 24 семейства (согласно Системе APG II) | ещё 24 семейства (согласно Системе APG II) |                       |  |  |  | ещё более 870 видов |
|  |                                      |  |                                                             | порядок Спаржецветные                                       |                   |  |                                            |                                            | род Лук               |  |  |  |                     |
|  |                                      |  |                                                             | порядок Спаржецветные                                       |                   |  |                                            |                                            | род Лук               |  |  |  |                     |
|  | отдел Цветковые, или Покрытосеменные |  |                                                             |                                                             | семейство Луковые |  |                                            |                                            | вид Лук недостаточный |  |  |  |                     |
|  | отдел Цветковые, или Покрытосеменные |  |                                                             |                                                             | семейство Луковые |  |                                            |                                            |                       |  |  |  |                     |
|  |                                      |  | ещё 44 порядка цветковых растений (согласно Системе APG II) | ещё 44 порядка цветковых растений (согласно Системе APG II) |                   |  |                                            | ещё около 300 родов                        | ещё около 300 родов   |  |  |  |                     |
|  |                                      |  |                                                             | ещё 44 порядка цветковых растений (согласно Системе APG II) |                   |  |                                            |                                            | ещё около 300 родов   |  |  |  |                     |